# João Aurélio
João Miguel Coimbra Aurélio (Beja, 17 agosto 1988) è un calciatore portoghese, difensore del Nacional.

## Biografia
Ha un fratello gemello, Luís, che gioca come centrocampista per il Nacional.

## Caratteristiche tecniche
È un terzino destro che può essere schierato anche a centrocampo.